# Eno (rappeur)
 (août 2019).
Si vous disposez d'ouvrages ou d'articles de référence ou si vous connaissez des sites web de qualité traitant du thème abordé ici, merci de compléter l'article en donnant les références utiles à sa vérifiabilité et en les liant à la section « Notes et références ».
Pour les articles homonymes, voir Eno (homonymie).
Eno, nom de scène d'Ensar Albayrak, est un rappeur et parolier turco-allemand d'origine Kurde, né le 18 juin 1997 à Elâzığ en Turquie.
Sous son vrai nom, il a joué dans le film Rheingold de Fatih Akın, où il incarne le rappeur SSIO (de).